# Boron (Francie)
Boron je francouzská obec v departementu Territoire de Belfort, v regionu Franche-Comté v severovýchodní Francii. Obec leží na mírně zvlněné náhorní plošině a tři čtvrtiny území pokrývají lesy. V okolí je velké množství rybníků, hospodářství obce je hlavně zemědělské.